# Джон Дей (река)
Джон Дей (на английски: John Day River) е река в северозападната част на щата Орегон, Съединените американски щати.
Тя е приток на река Колумбия. Дължината на реката е приблизително 452 километра.
Името на реката е в чест на членовете на Експедицията на Астор, организирана и подсигурена от Джон Джейкъб Астор (1771 – 1819, или Джон Дей), който проучва този район през 1811 – 1812 година.

## Веншни препратки
- National Park Service: John Day Wild and Scenic River
- Irrigation and the John Day River
- The Nature Conservancy: Middle Fork John Day River Архив на оригинала от 2008-12-26 в Wayback Machine.